# Sex Beatles
Sex Beatles foi uma banda de rock brasileira formada no Rio de Janeiro em 1990. A banda era composta pela vocalista Cris Braun, os guitarristas Alvin L e Ivan Mariz, o baixista Vicente Tardin e o baterista Marcelo Martins. O guitarrista Dado Villa-Lobos chegou a tocar com os Sex Beatles, mas, nas apresentações da  banda, evitava mostrar o rosto para não ferir cláusulas contratuais (na época ele ainda era integrante da Legião Urbana). Ele tocou com a banda em apenas um show, no Circo Voador, usando um pseudônimo, para não ser reconhecido.

## Discografia
- Automobília (1994)
- Mondo Passionale (1995)